# Santeramo Sport 2006-2007
Questa voce raccoglie le informazioni riguardanti il Santeramo Sport nelle competizioni ufficiali della stagione 2006-2007.

## Stagione
La stagione 2006-07 è per il Santeramo Sport, sponsorizzato dalla Tena, la terza consecutiva in Serie A1; rispetto all'annata precedente cambia sia l'allenatore, la cui scelta ricade su François Salvagni, poi sostituto a campionato in corso da Tommy Ferrari, che tutta la rosa, con l'unica conferma di Monica Marulli: alle partenze di Kateřina Bucková, Paola Capuano, Kimberly Glass, Pia Larsen, Carmen Țurlea e Alica Székelyová, fanno seguito gli arrivi di Sônia Benedito, Milena Boteva, Greta Cicolari, Jevhenija Duškevyč, Noemi Porzio, Katja Luraschi e Kim Willoughby, quest'ultima rilasciata a metà annata a seguito di una lite con una compagna.
Il campionato inizia con tre partite terminate al tie-break, di cui il primo ha arriso alla formazione di Santeramo in Colle, mentre le restanti due sono state delle sconfitte; dopo altri quattro insuccessi di fila, le pugliesi tornano alla vittoria nell'ottava giornata contro il Jogging Volley Altamura: il girone di andata si conclude con uno stop ad opera del Robursport Volley Pesaro e due successi di fila, chiudendo al sesto posto in classifica. Il girone di ritorno si apre con sette sconfitte consecutive: il Santeramo Sport ritorna alla vittoria solo alla diciannovesima giornata nuovamente ai danni del club di Altamura; la regular season si chiude con un successo e due gare perse che portano la squadra al decimo posto in classifica, fuori dalla zona dei play-off scudetto.
Si qualifica quindi alla Coppa di Lega, ma viene già eliminata al primo turno dal Vicenza Volley: infatti dopo aver vinto la gara di andata per 3-1, perde con lo stesso punteggio quello di ritorno, oltre ad essere sconfitta poi al Golden set.
Tutte le società partecipanti alla Serie A1 2006-07 sono di diritto qualificate alla Coppa Italia; il Santeramo Sport vince il proprio raggruppamento nella fase a gironi, qualificandosi direttamente ai quarti di finale: dopo aver disputato un turno per definire la squadra sfidante, ai quarti incontra il Volley Bergamo, club il quale con un doppio 3-0 elimina le pugliesi dalla competizione.

## Organigramma societario
Area direttiva
- Presidente: Franco Carone

Area tecnica
- Allenatore: François Salvagni (fino al 27 febbraio 2007), Tommy Ferrari (dal 6 marzo 2007)
- Allenatore in seconda: José Antonio Cáceres (fino al 27 febbraio 2007), Matteo Bertini (dal 6 marzo 2007)
- Scout man: Matteo Bertini

Area sanitaria
- Medico: Michele Cardinale, Michele Pugliese
- Fisioterapista: Filippo Paradiso

## Rosa
| N° | Nome                 | Ruolo | Data di nascita   | Nazionalità sportiva |
| -- | -------------------- | ----- | ----------------- | -------------------- |
| 1  | Milena Boteva        | S/O   | 29 agosto 1981    | Italia               |
| 2  | Antonella Caponio    | C     | -                 | Italia               |
| 3  | Kim Willoughby       | S     | 7 novembre 1980   | Stati Uniti          |
| 3  | Marianna Silletti    | C     | -                 | Italia               |
| 4  | Sônia Benedito       | S     | 10 gennaio 1978   | Brasile              |
| 5  | Yoraxí Meleán        | P     | 1º maggio 1975    | Spagna               |
| 6  | Maria Teresa Porfido | C     | -                 | Italia               |
| 7  | Jevhenija Duškevyč   | C     | 4 maggio 1979     | Ucraina              |
| 8  | Greta Cicolari       | S     | 23 agosto 1982    | Italia               |
| 9  | Tatiana Rodrigues    | C     | 21 gennaio 1973   | Brasile              |
| 11 | Noemi Porzio         | C     | 8 luglio 1984     | Italia               |
| 13 | Katja Luraschi       | P     | 6 gennaio 1986    | Italia               |
| 15 | Martina Mataloni     | L     | 1º settembre 1988 | Italia               |
| 17 | Monica Marulli       | C     | 3 ottobre 1975    | Italia               |
| 18 | Sherisa Livingston   | S/O   | 30 luglio 1980    | Stati Uniti          |

## Mercato
| Acquisti | Acquisti             | Acquisti          | Acquisti   |
| R.       | Nome                 | da                | Modalità   |
| -------- | -------------------- | ----------------- | ---------- |
| S        | Sônia Benedito       | Finasa            | definitivo |
| S/O      | Milena Boteva        | Aragona           | definitivo |
| C        | Antonella Caponio    | ?                 | definitivo |
| S        | Greta Cicolari       | Castelfidardo     | definitivo |
| C        | Jevhenija Duškevyč   | Robursport Pesaro | definitivo |
| S/O      | Sherisa Livingston   | Jakarta BNI       | definitivo |
| P        | Katja Luraschi       | Busto Arsizio     | definitivo |
| L        | Martina Mataloni     | Azzurra Casette   | definitivo |
| P        | Yoraxí Meleán        | ?                 | definitivo |
| C        | Maria Teresa Porfido | ?                 | definitivo |
| L        | Noemi Porzio         | Rolleri           | definitivo |
| C        | Tatiana Rodrigues    | Macaé             | definitivo |
| C        | Marianna Silletti    | ?                 | definitivo |
| S        | Kim Willoughby       | CAV Murcia        | definitivo |

| Cessioni | Cessioni            | Cessioni          | Cessioni    |
| R.       | Nome                | a                 | Modalità    |
| -------- | ------------------- | ----------------- | ----------- |
| C        | Kateřina Bucková    | Club Padova       | definitivo  |
| S        | Paola Capuano       | San Vito          | definitivo  |
| P        | Malin Ericsson      | ?                 | definitivo  |
| S        | Kimberly Glass      | Pinkin de Corozal | definitivo  |
| S        | Pia Larsen          | ?                 | definitivo  |
| S        | Marianna Masoni     | San Vito          | definitivo  |
| C        | Daniela Nardini     | Esperia           | definitivo  |
| L        | Immacolata Sirressi | Club Italia       | definitivo  |
| P        | Alica Székelyová    | Diego Porcelos    | definitivo  |
| S/O      | Carmen Țurlea       | Sassuolo          | definitivo  |
| S        | Kim Willoughby      | -                 | rescissione |

## Risultati

### Serie A1

#### Girone di andata
| 1ª giornata - 26 novembre 2006 PalaCooper, Santeramo in Colle     | Santeramo          | 3 - 2 | Sirio Perugia | 25-23, 27-25, 21-25, 20-25, 17-15 |
| 2ª giornata - 2 dicembre 2006 PalaArcella, Padova                 | Club Padova        | 3 - 2 | Santeramo     | 25-23, 25-12, 22-25, 24-26, 15-11 |
| 3ª giornata - 10 dicembre 2006 PalaCooper, Santeramo in Colle     | Santeramo          | 2 - 3 | Bergamo       | 25-21, 25-17, 18-25, 21-25, 16-18 |
| 4ª giornata - 17 dicembre 2006 PalaTriccoli, Jesi                 | Giannino Pieralisi | 3 - 0 | Santeramo     | 25-20, 25-11, 25-17               |
| 5ª giornata - 30 dicembre 2006 PalaCooper, Santeramo in Colle     | Santeramo          | 1 - 3 | Chieri        | 22-25, 20-25, 26-24, 23-25        |
| 6ª giornata - 7 gennaio 2007 PalaCooper, Santeramo in Colle       | Santeramo          | 1 - 3 | Vicenza       | 22-25, 25-18, 22-25, 20-25        |
| 7ª giornata - 14 gennaio 2007 PalaDalLago, Novara                 | Asystel            | 3 - 0 | Santeramo     | 25-10, 25-20, 26-24               |
| 8ª giornata - 21 gennaio 2007 PalaCooper, Santeramo in Colle      | Santeramo          | 3 - 0 | Altamura      | 25-18, 25-22, 25-22               |
| 9ª giornata - 28 gennaio 2007 PalaDionigi, Sant'Angelo in Lizzola | Robursport Pesaro  | 3 - 0 | Santeramo     | 25-22, 25-21, 25-22               |
| 10ª giornata - 4 febbraio 2007 PalaFranzanti, Piacenza            | River              | 0 - 3 | Santeramo     | 24-26, 14-25, 9-25                |
| 11ª giornata - 10 febbraio 2007 PalaCooper, Santeramo in Colle    | Santeramo          | 3 - 1 | Forlì         | 25-21, 19-25, 25-18, 25-23        |

#### Girone di ritorno
| 12ª giornata - 18 febbraio 2007 PalaEvangelisti, Perugia         | Sirio Perugia | 3 - 0 | Santeramo          | 25-20, 25-16, 25-22               |
| 13ª giornata - 24 febbraio 2007 PalaCooper, Santeramo in Colle   | Santeramo     | 0 - 3 | Club Padova        | 19-25, 20-25, 21-25               |
| 14ª giornata - 11 marzo 2007 PalaNorda, Bergamo                  | Bergamo       | 3 - 0 | Santeramo          | 25-20, 25-20, 25-22               |
| 15ª giornata - 18 marzo 2007 PalaCooper, Santeramo in Colle      | Santeramo     | 2 - 3 | Giannino Pieralisi | 27-25, 25-18, 17-25, 14-25, 10-15 |
| 16ª giornata - 25 marzo 2007 PalaMaddalene, Chieri               | Chieri        | 3 - 0 | Santeramo          | 25-12, 25-21, 25-18               |
| 17ª giornata - 7 aprile 2007 Palasport Città di Vicenza, Vicenza | Vicenza       | 3 - 1 | Santeramo          | 22-25, 25-20, 25-21, 25-22        |
| 18ª giornata - 15 aprile 2007 PalaCooper, Santeramo in Colle     | Santeramo     | 2 - 3 | Asystel            | 25-19, 25-21, 20-25, 21-25, 10-15 |
| 19ª giornata - 22 aprile 2007 PalaBaldassarra, Altamura          | Altamura      | 2 - 3 | Santeramo          | 22-25, 25-23, 25-18, 15-25, 15-17 |
| 20ª giornata - 25 aprile 2007 PalaCooper, Santeramo in Colle     | Santeramo     | 0 - 3 | Robursport Pesaro  | 21-25, 20-25, 14-25               |
| 21ª giornata - 29 aprile 2007 PalaCooper, Santeramo in Colle     | Santeramo     | 3 - 0 | River              | 30-28, 25-21, 25-13               |
| 22ª giornata - 6 maggio 2007 PalaGalassi, Forlì                  | Forlì         | 3 - 2 | Santeramo          | 25-15, 22-25, 24-26, 25-15, 15-10 |

### Coppa Italia

#### Fase a gironi
| 1ª giornata - 1º ottobre 2006 PalaCooper, Santeramo in Colle | Santeramo          | 3 - 1 | Sirio Perugia      | 27-25, 22-25, 27-25, 25-21       |
| 2ª giornata - 8 ottobre 2006 PalaBaldassarre, Altamura       | Altamura           | 0 - 3 | Santeramo          | 13-25, 23-25, 19-25              |
| 3ª giornata - 15 ottobre 2006 PalaCooper, Santeramo in Colle | Santeramo          | 1 - 3 | Giannino Pieralisi | 25-21, 23-25, 24-26, 23-25       |
| 4ª giornata - 22 ottobre 2006 PalaTriccoli, Jesi             | Giannino Pieralisi | 0 - 3 | Santeramo          | 27-29, 24-26, 21-25              |
| 5ª giornata - 29 ottobre 2006 PalaCooper, Santeramo in Colle | Santeramo          | 3 - 0 | Altamura           | 25-16, 25-17, 25-13              |
| 6ª giornata - 5 novembre 2006 PalaEvangelisti, Perugia       | Sirio Perugia      | 2 - 3 | Santeramo          | 29-27, 22-25, 25-23, 22-25, 8-15 |

#### Fase a eliminazione diretta
| Secondo turno (andata) - 12 novembre 2006 PalaArcella, Padova               | Club Padova | 2 - 3 | Santeramo   | 21-25, 25-18, 25-17, 17-25, 15-17 |
| Secondo turno (ritorno) - 16 novembre 2006 PalaCooper, Santeramo in Colle   | Santeramo   | 2 - 3 | Club Padova | 25-19, 21-25, 13-25, 25-22, 16-18 |
| Quarti di finale (andata) - 21 febbraio 2007 PalaCooper, Santeramo in Colle | Santeramo   | 0 - 3 | Bergamo     | 20-25, 19-25, 20-25               |
| Quarti di finale (ritorno) - 7 marzo 2007 PalaNorda, Bergamo                | Bergamo     | 3 - 0 | Santeramo   | 25-19, 25-20, 25-17               |

### Coppa di Lega

#### Fase a eliminazione diretta
| Prima fase (andata) - 20 maggio 2007 PalaCooper, Santeramo in Colle | Santeramo | 3 - 1 | Vicenza   | 24-26, 28-26, 25-17, 29-27                   |
| Prima fase (ritorno) - 23 maggio 2007 PalaRuggi, Imola              | Vicenza   | 3 - 1 | Santeramo | 25-16, 23-25, 25-14, 28-26 Golden set: 15-10 |

## Statistiche

### Statistiche di squadra
| Competizione  | Punti | In casa | In casa | In casa | In trasferta | In trasferta | In trasferta | Totale | Totale | Totale |
| Competizione  | Punti | G       | V       | P       | G            | V            | P            | G      | V      | P      |
| ------------- | ----- | ------- | ------- | ------- | ------------ | ------------ | ------------ | ------ | ------ | ------ |
| Serie A1      | 21    | 11      | 4       | 7       | 11           | 2            | 9            | 22     | 6      | 16     |
| Coppa Italia  | 14    | 5       | 2       | 3       | 5            | 4            | 1            | 10     | 6      | 4      |
| Coppa di Lega | -     | 1       | 1       | 0       | 1            | 0            | 1            | 2      | 1      | 1      |
| Totale        | -     | 17      | 6       | 11      | 17           | 6            | 11           | 34     | 12     | 22     |

G = partite giocate; V = partite vinte; P = partite perse

### Statistiche dei giocatori
| Giocatore     | Serie A1 | Serie A1 | Serie A1 | Serie A1 | Serie A1 | Coppa Italia | Coppa Italia | Coppa Italia | Coppa Italia | Coppa Italia | Coppa di Lega | Coppa di Lega | Coppa di Lega | Coppa di Lega | Coppa di Lega | Totale | Totale | Totale | Totale | Totale |
| Giocatore     | P        | PT       | AV       | MV       | BV       | P            | PT           | AV           | MV           | BV           | P             | PT            | AV            | MV            | BV            | P      | PT     | AV     | MV     | BV     |
| ------------- | -------- | -------- | -------- | -------- | -------- | ------------ | ------------ | ------------ | ------------ | ------------ | ------------- | ------------- | ------------- | ------------- | ------------- | ------ | ------ | ------ | ------ | ------ |
| S. Benedito   | 22       | 210      | 187      | 12       | 11       | 8            | 100          | 91           | 7            | 2            | 2             | 41            | 34            | 3             | 4             | 32     | 351    | 312    | 22     | 17     |
| M. Boteva     | 22       | 204      | 160      | 32       | 12       | 9            | 138          | 108          | 20           | 10           | 2             | 33            | 23            | 6             | 4             | 33     | 375    | 291    | 58     | 26     |
| A. Caponio    | -        | -        | -        | -        | -        | 1            | 1            | 0            | 0            | 1            | 0             | 0             | 0             | 0             | 0             | 2      | 1      | 0      | 0      | 1      |
| G. Cicolari   | 22       | 272      | 234      | 29       | 9        | 10           | 130          | 110          | 11           | 9            | 0             | 0             | 0             | 0             | 0             | 32     | 402    | 344    | 40     | 18     |
| J. Duškevyč   | 21       | 224      | 160      | 57       | 7        | 10           | 123          | 81           | 34           | 8            | 2             | 14            | 12            | 2             | 0             | 33     | 361    | 253    | 93     | 15     |
| S. Livingston | 11       | 33       | 31       | 1        | 1        | 1            | 12           | 9            | 1            | 2            | -             | -             | -             | -             | -             | 12     | 45     | 40     | 2      | 3      |
| K. Luraschi   | 22       | 48       | 25       | 16       | 7        | 9            | 27           | 12           | 8            | 7            | 0             | 0             | 0             | 0             | 0             | 31     | 75     | 37     | 24     | 14     |
| M. Marulli    | 22       | 217      | 121      | 89       | 7        | 10           | 102          | 52           | 46           | 4            | 1             | 11            | 8             | 3             | 0             | 33     | 330    | 181    | 138    | 11     |
| M. Mataloni   | 6        | 0        | 0        | 0        | 0        | 5            | 0            | 0            | 0            | 0            | 2             | 0             | 0             | 0             | 0             | 13     | 0      | 0      | 0      | 0      |
| Y. Meleán     | 15       | 4        | 2        | 2        | 0        | 7            | 4            | 2            | 2            | 0            | 2             | 4             | 2             | 0             | 2             | 26     | 12     | 6      | 4      | 2      |
| M. Porfido    | 0        | 0        | 0        | 0        | 0        | 0            | 0            | 0            | 0            | 0            | 0             | 0             | 0             | 0             | 0             | 0      | 0      | 0      | 0      | 0      |
| N. Porzio     | 21       | 0        | 0        | 0        | 0        | 7            | 0            | 0            | 0            | 0            | 2             | 11            | 10            | 1             | 0             | 30     | 11     | 10     | 1      | 0      |
| T. Rodrigues  | 10       | 9        | 7        | 2        | 0        | 0            | 0            | 0            | 0            | 0            | 2             | 21            | 18            | 2             | 1             | 12     | 30     | 25     | 4      | 1      |
| M. Silletti   | -        | -        | -        | -        | -        | 0            | 0            | 0            | 0            | 0            | -             | -             | -             | -             | -             | 0      | 0      | 0      | 0      | 0      |
| K. Willoughby | 10       | 113      | 92       | 14       | 7        | 2            | 19           | 17           | 1            | 1            | -             | -             | -             | -             | -             | 12     | 132    | 109    | 15     | 8      |

P = presenze; PT = punti totali; AV = attacchi vincenti; MV = muri vincenti; BV = battute vincenti